# Березовий (Солнечний район)
Бере́зовий (рос. Берёзовый) — селище у складі Солнечного району Хабаровського краю, Росія. Адміністративний центр Березовського сільського поселення.

## Населення
Населення — 5498 осіб (2010; 5803 у 2002).
Національний склад (станом на 2002 рік):
- росіяни — 91 %